# Jonas Petri Halenius
Jonas Petri Halenius, född 1727 i Hedesunda, död 1810 i Uppsala, var en svensk provinsialläkare och en av Linnés lärjungar.

## Biografi
Jonas Petri Halenius var son till komministern Petrus Halenius (1691-1770) av släkten Halenius i Hedesunda. År 1750 lade Halenius fram avhandlingen Plantæ rariores Camschatcenses för Carl von Linné vid Uppsala universitet, som handlar om växter från Kamtjatka. Han avlade medicum theoreticum examen 1753. Med Samuel Aurivillius som preses lade Halenius fram avhandlingen Dissertatio medica, de dentitione difficili 1757, promoverades 1758, och utsågs 1759 till Upplands förste provinsialläkare. I det ämbetet författade han år 1773 på uppdrag av landshövding Thure Rudbeck en underrättelse för allmogen om bot och förhållningssätt till rödsot. Han utgav 1798 Allmänt register, öfver de första tolf banden af Vecko-skriften för läkare och naturforskare.
Efter Jonas Petri Halenius är ett växtsläkte uppkallat, Halenia, som tillhör växtfamiljen Gentianaceae.